# 谷津田川
谷津田川（やんたがわ）は、福島県西白河郡西郷村から白河市に至る一級水系阿武隈川水系の河川である。

## 概要
西郷村西部を水源とし、白河市中心市街地南側に沿い東進し、白河市搦目にて阿武隈川に合流する。上流には西郷村内の灌漑のために赤坂ダムが建設された。
1998年8月に発生した平成10年台風第4号による大雨により、北側を平行して流れる堀川と共に甚大な水害が発生したことから、堀川・谷津田川河川激甚災害対策特別緊急事業として大規模な改修工事がなされた。河川断面の拡大や流路改良による洪水被害の防止の他、西郷村内では東北自動車道に沿い、全長800mの堀川までの放水路を建設し、下流市街地への水量の軽減を図った。白河市内では河川改良と同時に、白河市がかねてより計画していた左岸市道の改修工事と共同でふるさとの川整備事業に認定され、遊歩道や周辺施設の取り組みにより2003年全建賞を受賞した。全体の施設の計画と設計は（株）アイ.エヌ.エー、管理技術者竹内博輝。

## 谷津田川せせらぎ通り
白河市二番町の国道294号南湖橋北詰から小峰通りを経て同市南町の国道294号白河バイパス円明寺橋北詰に至るおよそ1.4kmの都市計画道路である。前述のふるさとの川整備事業により整備が行われ、西行一方通行の車道と幅の広い歩道、ポケットパークや公衆トイレが整備され、谷津田川の四季折々の景色を眺めながら散策ができる。道路工事にともない、沿線にかつて多数設置されていた水車小屋跡の発掘調査が行われ、そのうちしみずや跡の水車小屋が復元された。

## 橋梁
下流より記載
- 雷神新橋
  - 全長：20.8m
  - 幅員：5.0m
  - 形式：鋼単純合成H桁橋
  - 竣工：1992年度

白河市寺小路に位置し指導風神下蛇石線を通す。総工費は2700万円。
- 谷津田橋 - 福島県道11号白河石川線御斎所街道
- 八竜神橋 - 福島県道232号南湖公園線
- 円明寺橋 - 国道294号白河バイパス
- 寒晒橋
- 新橋 - 新倉通り
- 土橋
- 乙姫橋 - 乙姫桜通り
- 薬師橋
- 恵比須橋
- 二番町橋
- 南湖橋 - 国道294号奥州街道
- 高山橋 - 国道289号
- - JR東北本線
- - JR東北新幹線
- 谷津田川橋 - 東北自動車道
- - 東北自動車道白河インターチェンジ
- - 福島県道184号白坂停車場小田倉線
- - 国道4号